# Iglesia católica en Argelia

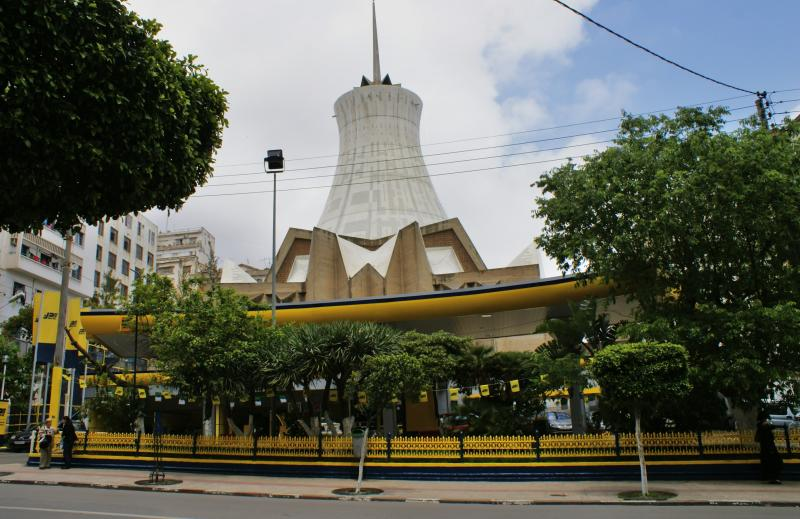
Sagrado Corazón de Argel.

La Iglesia católica está presente en Argelia, país en el que cuenta con cuatro diócesis latinas que abarcan todo el territorio nacional, una de las cuales es archidiócesis.
Provincia de Argel
- Arquidiócesis de Argel
  - Diócesis de Constantina
  - Diócesis de Orán

Diócesis exenta
- Diócesis de Laghouat (inmediatamente sujeta a la Santa Sede)